# San Rafael, Xilitla
San Rafael är en ort i Mexiko.   Den ligger i kommunen Xilitla och delstaten San Luis Potosí, i den centrala delen av landet, 220 km norr om huvudstaden Mexico City. San Rafael ligger 605 meter över havet och antalet invånare är 253.
Terrängen runt San Rafael är kuperad åt nordost, men åt sydväst är den bergig. Runt San Rafael är det ganska tätbefolkat, med 90 invånare per kvadratkilometer. Närmaste större samhälle är Xilitla, 1,1 km sydväst om San Rafael. I omgivningarna runt San Rafael växer i huvudsak städsegrön lövskog.